# Dougray Scott
Stephen Dougray Scott (ur. 25 listopada 1965 w Glenrothes) – szkocki aktor telewizyjny i filmowy.

## Życiorys

### Wczesne lata
Urodził się w Glenrothes, w hrabstwie Fife jako syn pielęgniarki Elmy i sprzedawcy Allana Scotta. Uczęszczał do Auchmuty High School. W latach 1984–87 studiował dramat w Royal Welsh College of Music & Drama w Cardiff, gdzie zdobył nagrodę jako Obiecujący Student Dramatu '87.

### Kariera
Swoją karierę rozpoczął od dubbingu angielskiej wersji koreańskiego filmu animowanego fantasy/sci-fi Armageddon (Amagaedun uzu, 1986) i angielskiej wersji japońskiego filmu animowanego Bastard!! (1992). Potem występował gościnnie w serialach: Taggart (1992), Lovejoy (1992), Serce oskarżycielem (Tell Tale Hearts, 1992), Stay Lucky (1993), Żołnierz żołnierz (Soldier Soldier, 1995) jako major Rory Taylor i Nieśmiertelny (Highlander, 1996) z Adrianem Paulem.
Po raz pierwszy na kinowym ekranie pojawił się w roli kapitana Dragoona w historycznym melodramacie komediowym Księżniczka Caraboo (Princess Caraboo, 1994) u boku Kevina Kline. Następnie zagrał w dramacie Następne dziewięć i pół tygodnia (Love in Paris, 1997) z Mickeyem Rourke, dramacie wojennym Sanatorium poetów (Regeneration, 1997), dramacie sci-fi Dzień zagłady (Deep Impact, 1998).
Za nominowaną do nagrody Teen Choice postać księcia Henry’ego w kolejnej filmowej wersji Kopciuszka – Długo i szczęśliwie (Ever After, 1998) z Drew Barrymore oraz za rolę czarnego charakteru Seana Ambrose w sensacyjno-przygodowym dreszczowcu Johna Woo Mission: Impossible II (2000) u boku Toma Cruise otrzymał nominację do nagrody Blockbuster Entertainment.
W miniserialu Hallmark Baśnie tysiąca i jednej nocy (Arabian Nights, 2000) wcielił się w postać samotnego sułtana Schariara. Zagrał biblijną kreację Mojżesza w filmie ABC Dziesięcioro przykazań (The Ten Commandments, 2006), gdzie wystąpili także: Linus Roache, Omar Sharif i Naveen Andrews.
Zrezygnował z roli Wolverine’a w filmie X-Men na rzecz udziału w produkcji Mission: Impossible II. Był kandydatem do roli Jamesa Bonda w filmie Casino Royale, którą ostatecznie zagrał Daniel Craig.
Popularność wśród telewidzów zdobył rolą Mickeya O’Neila w serialu NBC Heist (2006) oraz jako Ian Hainsworth, znajomy Susan Mayer w serialu ABC Gotowe na wszystko (Desperate Housewives, 2006–2007). Odegrał Rogera Holmesa, ojca głównej bohaterki horroru Taśmy Watykanu (The Vatican Tapes, 2015).

## Życie prywatne
W latach 2000−2005 był żonaty z reżyserką castingów Sarah Trevis, z którą ma bliźniaki – córkę Eden i syna Gabriela (ur. 1998). 8 czerwca 2007 roku poślubił Claire Forlani, a drużbą na jego ślubie był Ewan McGregor.

## Filmografia

### Filmy fabularne
- 1986: Armageddon (Amagaedun uzu)
- 1992: Bastard!!
- 1994: Księżniczka Caraboo (Princess Caraboo) jako kapitan dragon
- 1997: Następne dziewięć i pół tygodnia (Love in Paris)
- 1997: Twin Town jako Terry Walsh
- 1997: Sanatorium poetów (Regeneration) jako kpt. Robert Graves
- 1998: Dzień zagłady (Deep Impact) jako Eric Vennekor
- 1998: Długo i szczęśliwie (Ever After) jako książę Henry
- 1999: Kraina Elfów (Faeries) jako książę Faery (głos)
- 2000: Mission: Impossible II jako Sean Ambrose
- 2000: Spotkanie z Jezusem (The Miracle Maker) jako Jan
- 2000: Baśnie tysiąca i jednej nocy (Arabian Nights) jako sułtan Schariar
- 2001: Enigma jako Tom Jericho
- 2002: Gra Ripleya (Ripley’s Game) jako Trevanny
- 2003: Zabić króla (To Kill a King) jako Thomas Fairfax
- 2004: Naga prawda o miłości (The Truth About Love) jako Archie
- 2007: Hitman jako Mike Whittier
- 2009: Dyplomata (False Witness) jako Ian Porter
- 2010: Gdy budzą się demony (There Be Dragons) jako Robert
- 2011: Kulinarna miłość (Love’s Kitchen) jako Rob Haley
- 2011: Mój tydzień z Marilyn (My Week with Marilyn) jako Arthur Miller
- 2013: Ostatni pasażer (Last Passenger) jako Lewis Shaler
- 2014: Uprowadzona 3 (Taken 3) jako Stuart St. John
- 2015: Taśmy Watykanu (The Vatican Tapes) jako Roger Holmes, ojciec Angeli
- 2023: Przysięga Ireny (Irena’s Vow) jako Rugmer[6][7][8][9].

### Seriale TV
- 1992: Taggart
- 1992: Lovejoy
- 1992: Serce oskarżycielem (Tell Tale Hearts),
- 1993: Stay Lucky
- 1995: Żołnierz żołnierz (Soldier Soldier) jako major Rory Taylor
- 1996: Nieśmiertelny (Highlander) jako Warren Cochrane
- 2006: Dziesięcioro przykazań (The Ten Commandments) jako Mojżesz
- 2006: Heist jako Mickey O’Neil
- 2006–2007: Gotowe na wszystko (Desperate Housewives) jako Ian Hainsworth
- 2012: Sindbad jako ojciec La Stessy
- 2013: Doktor Who jako Alec Palmer
- 2013: Kontra: Operacja Świt jako James Leatherby
- 2013–2014: Hemlock Grove jako dr Norman Godfrey
- 2016: Fear the Walking Dead jako Thomas Abigail
- 2017: Przekręt jako Vic Hill